# Herbert Köhler
Herbert Köhler (* 9. Juli 1906 in Limbach; † 1982) war ein Mundartdichter des sächsischen Vorerzgebirges.

## Leben
Köhler war der Nachkomme schottischer Einwanderer. 1921 nahm er eine Lehre als Handschuhmacher auf. Im Zweiten Weltkrieg war er unter anderem in Belgien eingesetzt, dort entstand aus Heimweh seine erste Mundartgeschichte, der in der späteren Zeit über 60 weitere folgten. Nach Kriegsende war er als Exportkaufmann tätig.
Nebenberuflich wurde er ab 1956 als Mitarbeiter des Wörterbuches der obersächsischen Mundartforschung bei der Sächsischen Akademie der Wissenschaften zu Leipzig aktiv. Ferner war er Redaktionsmitarbeiter der Heimatzeitschrift Der Heimatfreund für das Erzgebirge.
Durch seine Tätigkeit half er mit, das alte Wortgut der vorerzgebirgischen Mundart festzuhalten, die mehr als andere erzgebirgische Mundarten dem allmählichen Verfall ausgesetzt war und heute kaum noch gesprochen wird. Dadurch erwarb er sich bleibende Verdienste. Köhlers Lebensmotto lautete: Mein Leben hat mich manches erfahren und empfinden lassen, nur keine Langeweile!

## Werke
- De Grussemotter und andere Mundartgeschichten. Niederfrohna 1996.